# Manoir de Ragip Pacha
 (octobre 2023).

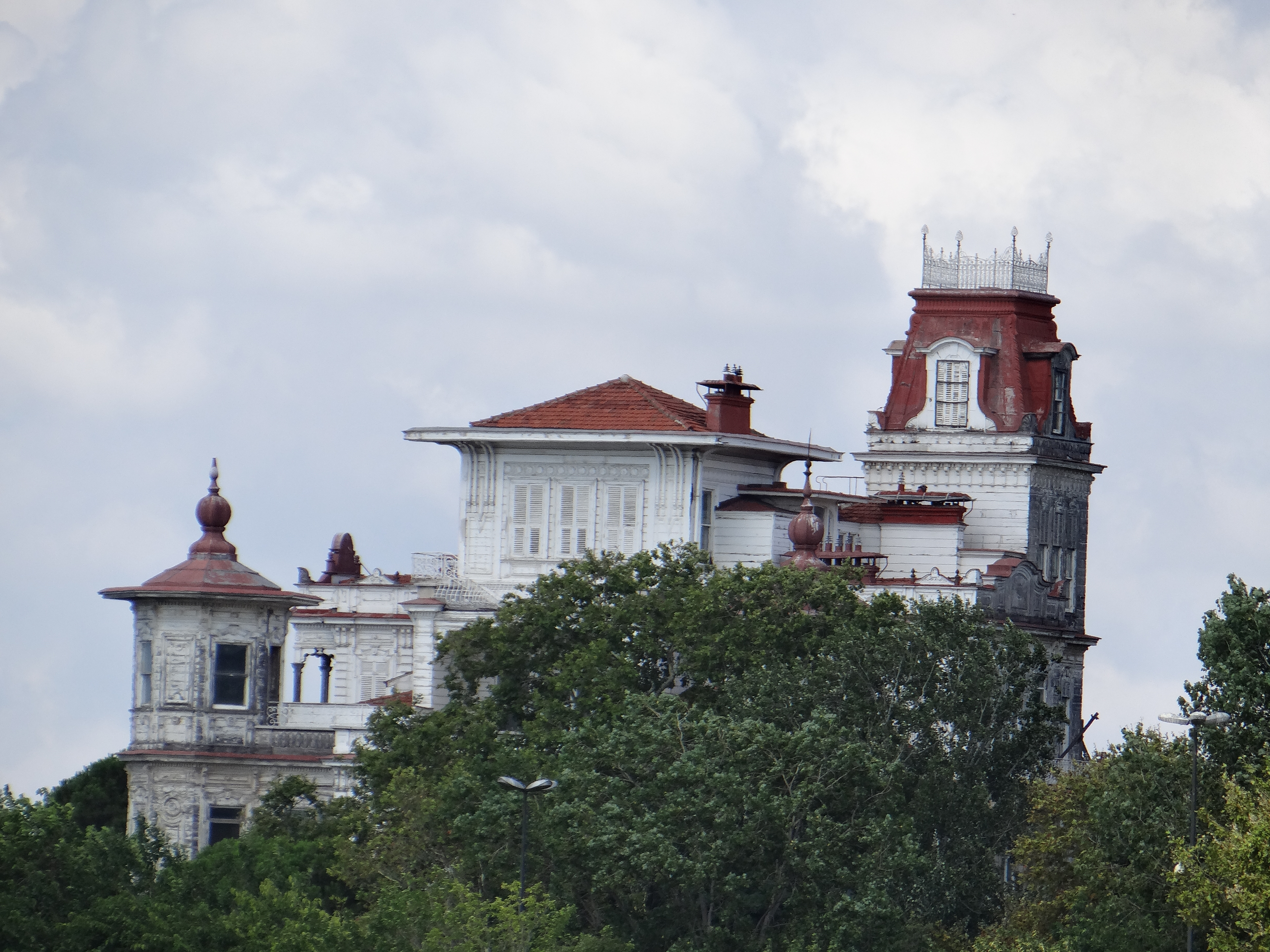
Une vue latérale du manoir Ragıp Pasha

Le manoir de Ragıp Pacha (en turc Ragıp Paşa Köşkü) est un manoir historique situé à Istanbul. Il a été construit en 1906 par August Jasmund pour le chambellan du sultan ottoman Abdulhamid II, Ragıp Pacha.